# Шоп-туризм

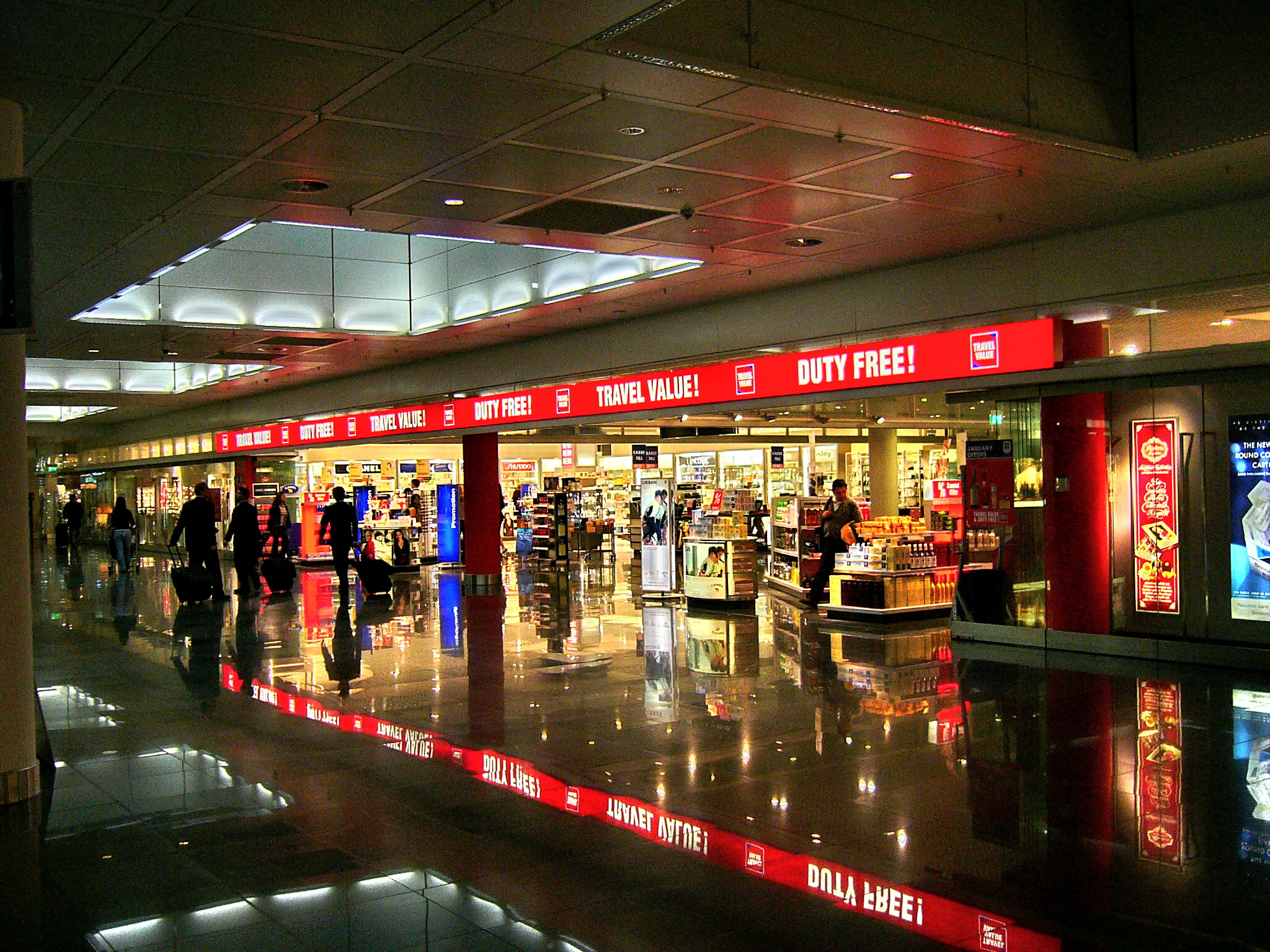
Магазин Duty-free у міжнародному аеропорту ім. Франца Йозефа Штрауса (Німеччина)

Шопінг-тури́зм — це організовані поїздки за кордон за заздалегідь наміченим маршрутом, метою яких є придбання товарів широкого споживання; один з ключових видів бізнес-туризму, виник внаслідок економічної диспропорції у світовій економіці, прив'язаний до економічних традицій та тенденцій територіальних общин, що розміщені на значній відстані одна від одної. Яскраво виражений, починаючи з 20 століття, внаслідок значної класової розшарованості суспільств, та фінансовими можливостями і забаганками вищих класів. Шоп-тури отримали більшу популярність внаслідок зростання транспортних та інформаційно-рекламних технологій, які спекулюють на бажанні людини заощадити або ж виділитися в своєму суспільстві.
Шоп-тури стали модною тенденцією на початку 21 століття в певної категорії фінансовоспроможних людей, а також частини бізнесу (торгівля, туризм, фінансово-платіжні структури, транспорт…), поступово перетворюючись в галузь економіки (для окремих територіальних формувань та їх економік).
Ціль шоп-турів - придбання дешевих, фірмових або ексклюзивних речей.

## Різновид шопінг-туризму
1. Традиційний шоп-туризм (коли поїздка не прив’язується до певної дати, оскільки здійснюється в регіон, де завжди можна зробити вигідну покупку);
2. Шопінг, приурочений до періодів розпродажів, сезонних знижок або виходам нових колекцій одягу (такі поїздки нерідко здійснюються в ті регіони, де можна придбати дорогі ексклюзивні речі за зниженими цінами);
3. Поїздки вихідного дня (вони не змушують туриста вносити зміни в робочий графік і зазвичай практикуються в прилеглі регіони).

## Шопінг-туризм у світі
З кожним роком все більше і більше мандрівників обирають відвідування різних місць(магазинів,торгівельних центрів, тощо) для того, щоб вони змогли щось придбати. Більше туристів означає більше доходів для магазинів, що, у свою чергу, означає додаткові податкові надходження для місцевої влади.  Від причин відвідування мандрівниками різних країн, шопінг-туризм безпосередньо сприяє зростанню місцевої економіки. Багато туристів обновляють свій гардероб за кордоном, а найактивніші з них їдуть не просто в туристичні, а в шопінг-тури. Найчастіше тури організовуються в промислово-торговельні регіони таких країн, як Туреччина, Італія, Франція, Греція. Дешевизна їх цілком зрозуміла: частину витрат беруть на себе торгові центри (фабрики, склади), зацікавлені в припливі покупців.
У країнах Європи є цілі «торгові села» або outlet villages. Їх кількість біля 10. В них продається різноманітний якісний товар за ціною, що значно нижче в порівнянні з магазинними іноді до 70 %. «Торгові села» дуже популярні як і у самих європейців, так і у туристів із-за якості товарів, широкого асортименту і величезних знижок.

## Переваги "шопінг-туризму"

### Заощадження
Туристи відправляються в шоп-тури в прагненні заощадити. Купуючи речі в країні-виробнику, вони не оплачують накрутку, яка неминуче з'являється за рахунок транспортування, митних зборів, місцевої накрутки при перепродажі. Вигода шопінгу за кордоном також в тому, що до України мода доходить із запізненням на рік-два, тому, купивши річ за невисокою ціною за кордоном, через деякий час можна опинитися на піку моди в Україні.

### Повернення ПДВ
У вартість товарів, що придбані шоп-туристами за кордоном, входить ПДВ — податок на додану вартість. Іноземні туристи, мають право отримати повернення частини ПДВ, за умови вивозу товару з країни. Майже в будь-якій країні світу шоп-турист може оформити Tax Free, тобто повернути з ціни товарів ПДВ, що зробить покупки ще вигіднішими. Практично в усіх великих торгових центрах світу є відділи, що оформляють Tax Free, тобто повернення ПДВ іноземним покупцям. Деякі фірми надають послуги з відшкодування податку на придбані і вивезені з країни в особистому багажі товари вже при поверненні шоп-туристу додому.

### Спеціальні тури
Багато туристичних операторів формують окрему категорію турів, призначених для любителів шопінгу. Такий варіант відпочинку підходить для тих, хто бажає відвідати закордоні бутики та багатоповерхові торгові центри, поповнити свої колекції одягу і взуття ексклюзивними новинками і оновити свій гардероб товарами найвідоміших брендів індустрії моди. За наявності великої кількості шоперів турфірми відправляють їх чартерними рейсами, що здешевлює вартість туру.

## Ціна
Ціна турпакету зазвичай включає: переліт, трансфери, страховку, проживання в недорогому готелі, поїздки до торгових центрів, на склади і фабрики в супроводі гіда, який допомагає робити покупки. За наявності великої кількості шоперів турфірми відправляють їх чартерними рейсами.

## Відстань поїздок
Шоп-тури розрізняються за дальністю поїздок: близьке і далеке зарубіжжя. Під ближнім зарубіжжям в основному розуміється Туреччина та Польща, рідше — Чехія. Під дальнім Китай, а також більшість столиць європейських держав — Лондон, Париж, Берлін, Рим, Мілан і т. д.

## Місця шопінгу

### Магазини

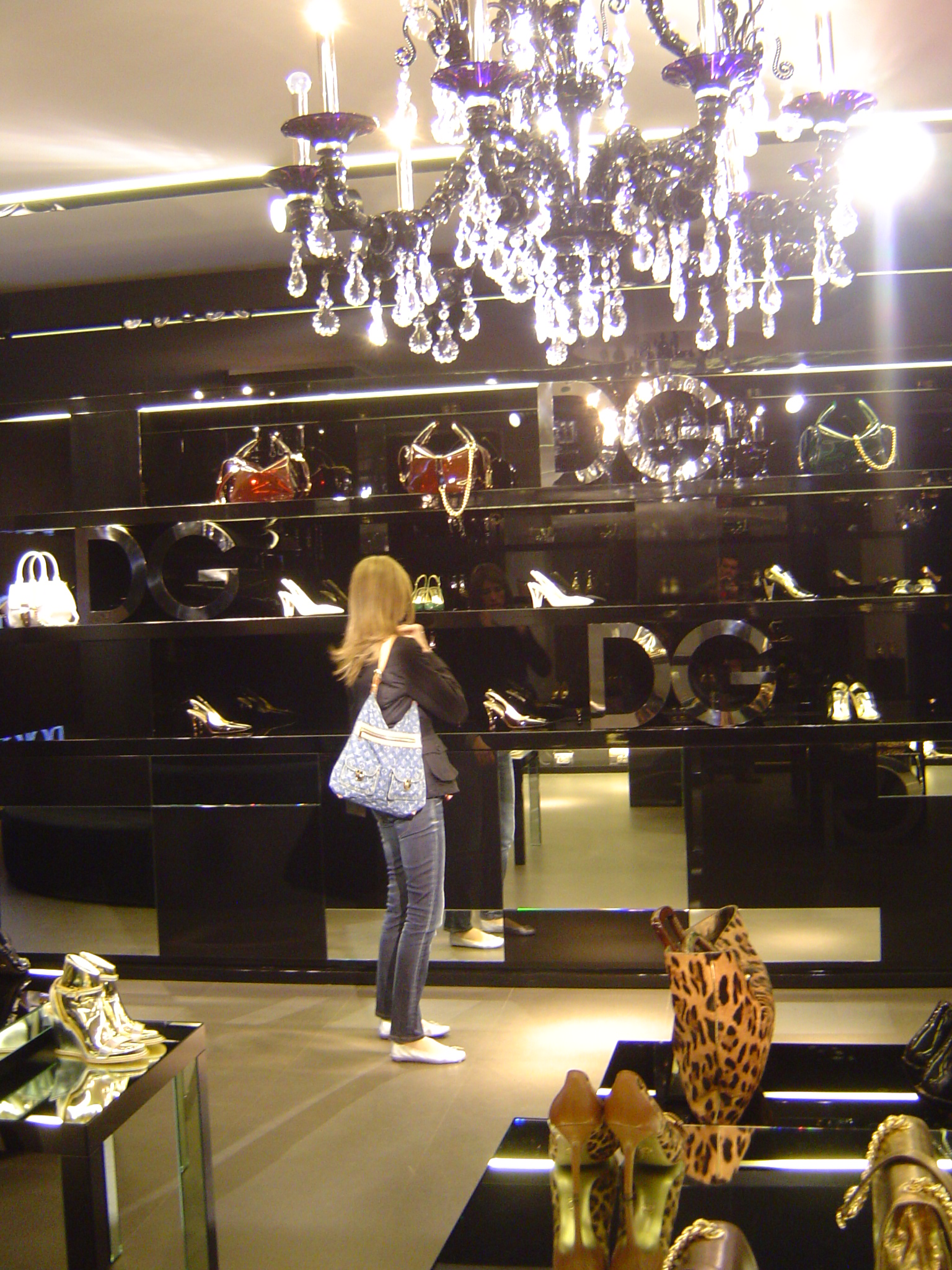
Dolce&Gabbana бутик на Via della Spiga в Мілані

Найвигіднішими покупками вважаються ті, що зроблені в магазинах duty-free, розташованих на території країн Близького і Далекого Сходу. Особливо популярний дубайський магазин, куди з усього світу з'їжджаються туристи за покупоками. Вони скуповують товари у великих кількостях так, що іноді буває важко купити безмитний товар перед денними рейсами. Пасажирам нічних рейсів хвилюватися нема за що — в аеропорту Дубаї duty-free працює цілодобово, і перед вильотом можна спокійно займатися шопінгом. Асортимент і якість товарів, що продаються в магазині, не викликає сумнівів.
Європейські duty-free вважаються досить дорогими. Серед них найбільший і найавторитетніший знаходиться у аеропорті Хітроу. З року в рік лондонський duty-free, незважаючи на відносну дорожнечу, очолює незалежні рейтинги, складені за критерієм обсягів продажів. Найнезвичайніший duty-free — у Єгипті. У цій мусульманській країні торгівля алкоголем заборонена, але для іноземних туристів зробили виняток, правда, якщо громадянин, що перетинає кордон, купив щось спиртне, то в його паспорті робиться спеціальна відмітка, і «збігати ще» ніяк не вийде.
У країнах Європи є цілі «торгові села» (англ. outlet villages). Їх кількість близько 10. Тут продається різноманітний якісний товар, від шпильок до шикарних суконь. Примітно те, що ціни в торгових селах нижче в порівнянні з магазинними іноді до 70 %. «Торгові села» дуже популярні як і у самих європейців, так і у приїжджих через якість товарів, широкий асортимент і значні знижки.

### Париж
В Парижі шоп-туристи намагаються потрапити в знаменитий «Galeries Lafayette» — магазин, де можна знайти всі відомі світові бренди одягу. Будинок заслуговує уваги своєю архітектурою а також наявністю жіночого чоловічого «корпусів». Знаходиться від Опери на північ, якщо перейти через Bd Haussmann. Праворуч також відомий магазин — Printemps, а напроти останнього — C&A.
На вулиці Les Halles знаходиться новий торговий центр Forum des Halles, він вміщає більше ніж 180 магазинів, який з'єднуються між собою лабіринтом з ескалаторів.
La Samaritaine — п'ятиповерховий комплекс з численними відділами одягу, білизни, парфумерії, з верхньої тераси магазину відкривається приголомшливий вид на три Тріумфальні арки: біля Лувру, на Єлисейських Полях і в районі Дефанс. Адреса: rue de Rivoli, metro Pont-Neuf.
Магазин «Bon Marche», відкритий в 1852 році, — найперший універмаг в країні. Величезний товарообіг дозволив господареві встановлювати низькі ціни, тому магазин і назвали «Bon Marche» — «дешевка». Архітектором успішного проекту був сам Гюстав Ейфель. Адреса: 22, rue de Sevres, metro Sevres-Babylone.
Покупці з товстим гаманцем задовольняються магазинами, розташованими на avenue Montaigne.

### Стамбул

Шоп-турист на Великому Базарі в Стамбулі (Grand Bazaar, Istanbul)

Вважається, що Стамбул — одна з найдешевших столиць країн Середземномор'я. Традиційними покупками вважаються турецькі килими, вироби з шкіри сучасного або старовинного покрою, золоті та срібні прикраси, кераміка і фаянс, начиння з міді та цинку, лукум і солодощі. Як правило, якісні товари коштують зовсім недорого, крім того, з продавцями можна торгуватися — вони готові зменшити ціну.
Великий Базар (тур. Kapalı Çarşısı) намагаються відвідати шоп-туристи з усього світу. Це багатовікова легенда — тут торгують з покоління в покоління ще з IV ст. В наш час[коли?] легендарний Великий Базар перетворився по суті в Сувенірний. Тут продають те, що зазвичай туристи везуть з Туреччини: хустки для танцю живота, одяг, килими, золото, прикраси, посуд, кальяни, яблучний чай і т. д. Особливо багато шкіряних виробів. Тут можна знайти практично всі самі останні моделі сумок-підробок а-ля Prada, Louis Vuitton або Hermès.

### Мілан
Мілан — це перш за все світова столиця індустрії моди. Саме тут представлені буквально будь-які бренди та імена, затребувані у світі моди. Авторський одяг, взуття, аксесуари, меблі, тканини, предмети розкоші.

### ОАЕ
Широкий вибір різноманітних недорогих товарів привертає шоп-туристів в Об'єднані Арабські Емірати. Спочатку їх цікавило тільки відвідування речових ринків, але поступово модель поведінки «човників» мінялася, і шоп-туризм в ОАЕ став набувати цивілізованих форм; шоп-туристи все частіше розміщуються з комфортом і зручностями в чотирьох-п'ятизіркових готелях і поєднують покупки з відпочинком. Після інтенсивної праці шоп-туристи прагнуть розслабитися і прямують на узбережжя.
Диверсифікація цільових установок відбилася на тривалості шоп-турів до ОАЕ. «Човників» більше не влаштовує коротке перебування в країні, розраховане тільки на купівлю товарів. Щоб викроїти вільний час для відпочинку, вони подовжують поїздку з чотирьох до семи днів. Одночасно росте вартість турів від попиту на більш якісні і різноманітні послуги. Відзначаються й інші зрушення в розвитку шоп-туризму — збільшення частоти поїздок до двох-трьох виїздів на місяць і формування постійного контингенту клієнтів, що становить переважну частину туристського потоку в ОАЕ.

## Шопінг-туризм у Швейцарії
Шопінг в Швейцарії - поняття досить абстрактне. Сюди не має сенсу їхати з метою кардинальної зміни гардеробу або придбання серйозних, витратних речей - навіть самі швейцарці воліють отоварюватися одягом і взуттям або купувати автомобіль за кордоном. Однак у Швейцарії є свої безумовні «фішки» шопінгу - в першу чергу, це та сувенірно-автентична продукція, якою країна славиться серед туристів. Мова йде про годинники і ювелірні прикраси, не в останню чергу - про армійські ножі (так-так, справжній швейцарський шедевр, ох як далекий від звичного складаного ножика!)
За одягом, взуттям та аксесуарами варто відправитися в найбільший аутлет Швейцарії «Фокстаун», розташований на півдні країни, в 50 км від Мілана.Тут представлені понад 250 марок, в числі яких Burberry, Dior, Gucci, Prada, YSL і багато інших; постійні колекції продаються зі знижкою від 30 до 70%.
Годинники - перше, з чим асоціюється Швейцарія в плані шопінгу. Марок хронометрів тут величезна кількість, при цьому придивитися слід практично до всіх, а не тільки до «едоксам» і «брейтлінгам». Важливий момент: ціни на годинник «всешвейцарскіх» брендів єдині по всій країні і встановлені законодавчо, так що за великим рахунком не має особливого значення, купуєте ви їх у фірмовому бутику або скромному магазинчику при вокзалі. Про підробки тут практично не чули - адже годинник - «обличчя» Швейцарії, і перевірки на справжність йдуть постійно.
При виїзді з Швейцарії можна повернути ПДВ в розмірі близько 8%: для цього потрібно зробити покупку на суму не менше 400 CHF і взяти в магазині спеціальний чек, який необхідно пред'явити на митниці при виїзді з країни. Гроші повернуть на картку (її номер потрібно вказати на місці) або їх можна отримати в одному з уповноважених системою банків.
Крім іншого, в пошуках вигідних покупок в Швейцарії рекомендується звернути увагу на гірськолижний курорт Самнаун, що є зоною безмитної торгівлі. Власне, шопінг тут затьмарює собою всі інші види активної туристичної діяльності. На додачу до tax-free, бутики в Самнаун заохочують клієнтів додатковими знижками, так що товари можна купити тут на 15-20% дешевше, ніж на решті території країни.

### 10 найкращих місць для шопінгу в Швейцарії
Найбільшими містами цієї країни є Берн (столиця Швейцарії), Женева, Цюрих і Базель. Відпустка неповна без шопінгу, і швейцарські міста пропонують кілька дуже захоплюючих місць для шопінгу для шопоголіків.
Швейцарські шоколадні цукерки та швейцарський сир відомі у всьому світі та продаються у багатьох місцях по всій країні. Перебуваючи в там, обов’язково спробуйте їх. Країна може запропонувати своїм туристам багато продуктів за доступними цінами. Все, що вам потрібно знати, це правильне місце та правильний час. Окрім брендових товарів, ви, звичайно, можете піти на випадковий торг, щоб отримати бажану річ у межах вашого бюджету в торгових районах Швейцарії.
- Bon Genie: у цьому торговому центрі близько 20 магазинів стилю життя, він має сім поверхів з різними магазинами дизайнерського одягу та аксесуарів. Вважається найбільшим центром міжнародної моди, Розчарованим звідси повернутись просто неможливо. Є ресторани та бари, щоб покупки стали приємним проведенням часу.
- Septieme Etage: цей магазин, розташований у Женеві, відкрив його нью-йоркський модний журналіст. З дизайнерськими етикетками з Нью-Йорка та Лос-Анджелеса, цей бутик завжди дарує приємні відчуття. Тут є все: від джинсів ідеальної посадки до дизайнерських суконь та аксесуарів, які відповідають стилю кожного.
- Fashion & Accessories : тут представлені всесвітньо відомі бренди, такі як Chanel, Louis Vuitton, Gucci, Escada, Armani, Leonardo, Hugo Boss та багато інших, у цьому торговому центрі є майже всі дизайнерські бренди. Ідеальне місце, щоб перевірити останні тенденції та додати до них аксесуари. Тут можна придбати й годинники та ювелірні вироби.
- Manor: у цьому величезному універмагі є все, що тільки можна придумати. Починаючи від продуктів і закінчуючи одягом. Магизини наповнені швейцарським шоколадом і сувенірами. Ну і звісно тут широкий асортимент годинників.
- Bahnhofstrasse: Розташований у Цюриху, це один із найпопулярніших торгових районів і туристичних місць. Є розкішні магазини, дизайнерські бутіки, годинникові та ювелірні магазини та кілька універмагів. Є невеликі кафе, де можна випити чашку кави в перервах між шопінгом. Обов’язково відвідати всі вулиці, де є приховані дорогоцінні камені.
- Niederdorf: цей торговий район відомий своїм нічним життям і ресторанами. Магазини відомі вуличною модою, модним взуттям і деякими дизайнерськими шоурумами.
- Old Town: у цьому торговому районі, розташованому між Банхофштрассе та річкою Ліммат у Цюриху, є міжнародні бренди, розкішні магазини, дизайнерські бутіки та безліч магазинів сувенірів і столових приборів, а також величезний магазин іграшок.
- Globe Departmental Store : ця торгова вулиця в Берні пропонує безподаткові покупки. Є привабливі магазини годинників, ювелірні магазини, магазини модних брендів, винні магазини, спа та багато іншого.
- Craft Market: це місце пропонує ексклюзивні вироби ручної роботи та відкрите з березня по грудень біля підніжжя Бернського собору. Це найкраще місце, щоб придбати будь-які сувеніри, щоб забрати їх додому, оскільки вони зроблені вручну та чудові.
- Loeb: найвідоміший універмаг у Берні, цей торговий центр має вісім поверхів з міжнародними брендами та унікальними магазинами дорогоцінних каменів. Є також магазини, які продають регіональні делікатеси та приймають ряд виставок і заходів протягом усього року, і перетворилися на головну туристичну визначну пам'ятку.

### Типові продукти та сувеніри
Чудові покупки: текстиль, вишивка, тонкі носові хустинки, льон, точні інструменти, набори для малювання, багатолезові кишенькові ножі, музичні шкатулки, різьблення по дереву, кераміка та інші вироби ручної роботи, а також антикваріат і художні книги, й звісно шоколад.

### ПДВ
Податок на додану вартість, який сплачує турист з придбаних товарів у Швейцарії, становить 8,0%. Кожен може попросити в магазинах свій Global Blue Check і отримати відшкодування ПДВ. Global Blue пропонує швидку та економічну систему відшкодування готівкою в аеропортах Цюриха та Женеви, а також у всіх великих аеропортах Європи та на всіх основних виїздах з доріг. У вишуканих магазинах і більшості універмагів приймаються всі основні кредитні картки.

### Час роботи
Магазини зазвичай відкриті з 9 ранку до 18:30 в будні дні та з 9 ранку до 4 вечора в суботу. Раз на тиждень вони продовжують свій час до 21:00. У неділю вони закриті, за винятком аеропортів, деяких залізничних станцій і зупинок на шосе.

### Оплата
Швейцарія залишається з швейцарським франком, який зазвичай позначається як CHF. Незважаючи на те, що Швейцарія не є частиною Європейського Союзу і тому не зобов’язана конвертувати в євро, багато цін все ж вказано в євро, для зручності саме туристів.
Найбезпечнішою і найпростішою формою грошей є дорожні чеки та кредитні картки. Найвикористовуваніші картки American Express, MasterCard і Visa. Багато банків у Швейцарії оснастили свої банкомати системою CIRRUS або MAESTRO.

## Шопінг-туризм у Венесуелі
З Венесуели можна привезти на згадку багато цікавого у подарунок чи для себе. Найкращі сувеніри – це ті, які можна з'їсти чи випити. Венесуела славиться чудовим ромом. Найкращі сорти: Diplomatico, Flor De Caña 18-річної витримки, Santa Teresa 1796, Parce, The Real McCoy, Plantation XO 20th Anniversary Rum. Венесуельська кава славиться своєю міцністю та чудовим ароматом. Вирощування кави почалося на початку XIX століття.Також у країні вирощують какао-боби, з яких виробляють шоколад із чудовими смаковими якостями. Можна також привезти з собою какао та сигари.
Венесуельські ювеліри створюють чудові вироби із золота та срібла. На території країни видобувають золото, причому у приватних родовищах також. Популярна вставка - перли, яких тут безліч форм і забарвлень. Найвідоміший своїми перлами острів Маргарита. Купуючи прикраси, краще віддати перевагу спеціалізованим магазинам. У жодному разі не варто купувати прикраси на ринках, де безліч підробок. У Венесуелі можна купити справді унікальну річ, якої більше ні в кого не буде. Торговий центр The Edificio de Francia спеціалізується на золоті, тут під одним дахом зібрано понад 100 магазинів, і вже на підході чути крик закликав: Купуйте золото! Покупки тут – це справжній атракціон та розвага.
Місцеві майстри славляться своїм різьбленням по дереву. Це може бути щось практичне на кшталт різьбленої рами для картини, чашки, прес-пап'є у вигляді маски або шкатулки. Або просто гарна річ, наприклад, різьблена статуетка. Венесуельське чорне дерево відоме далеко за межами країни. З музичних інструментів часто купують маракаси та маленькі гітари (куатрос).
Найцікавіші вироби місцевих майстрів продаються на ринках та у невеликих лавках. Centro Artesanal Los Goajiros у Каракасі – найбільший ринок, де продаються товари народних промислів: сумки, різьблені сувеніри з дерева, рушниці та гамаки.
Hannsi – магазин з найкращими сувенірами в Каракасі. Саме тут можна на власні очі відчути венесуельський фольклор, оскільки фактично це інтерактивний музей, де можна придбати експонати, що сподобалися. У кафе при магазині подають чудову каву. Величезний вибір красивих різьблених виробів представляють магазини Casa Caruba та Artesania Altamira у Каракасі. В Artesanía el Mocho можна побачити на власні очі виготовлення масок та купити одну з них за гарною ціною.
У Маракайбо, крім відвідування аквапарків та відпочинку на морі та озері, можна непогано пошопитися у Sambil Maracaibo. Тут можна купити будь-які товари для чоловіків, жінок та дітей, розважитися та поїсти у величезному фудкорті. Крім нього, на увагу заслуговують C.C. La Cascada, Doral Center Mall, Ecobolsas Maracaibo. Кількість магазинів у місті вражає уяву.
Магазини відкриті з 9-30 до 18-00, великі торгові центри – з 11 до 22-00. Деякі маленькі магазини закриваються на сієсту, яка зазвичай триває до 15-00. Іноді магазини не працюють через перебої в електропостачанні.

## Шоп-тури із зобов'язаннями
Шоп-тури із зобов'язаннями стоять декілька дешевше, але їхні умови припускають, щоб людина витратила на покупки обумовлену суму. Натомість частина витрат на його проживання беруть на себе фабрики і великі торгові центри, в яких отоварюються туристи. Ще один нюанс-як заставу турист повинен залишити турфірмі суму, рівну взятим зобов'язанням, — на випадок, якщо йому із запропонованих товарів нічого не приглянеться.
Поїздки без зобов'язань надають туристу повну свободу витрат, але й обходяться дорожче.

## Сучасні тенденції
Професіонали шоп-туризму стверджують, що майбутнє-за індивідуальними шоп-турами VIP-класу. Головна різниця між VIP-ами і аматорами дешевого шопінгу в тому, що перші суміщають гідний відпочинок з вигідними покупками і не обмежують себе економією. У VIP шоп-тури їздять люди, які розуміються у хорошому відпочинку і якісних речах.

## Човниковий бізнес
Різновидом шоп-туризму є «човниковий бізнес» — регулярні поїздки за кордон, переважно в Польщу, Угорщину, Румунію, Туреччину, Росію, за товарами широкого вжитку, які там коштували дешевше, ніж в Україні. «Човниковий бізнес» офіційною мовою означає «імпорт фізичними особами споживчих товарів для подальшого перепродажу без сплати податків, обов'язкових для виплати юридичними особами, які займаються зовнішньоторговельною діяльністю». На відміну від організацій та підприємств «човники» звільняються від сплати митних тарифів, прибуткових та інших податків. Безмитне провезення товарів і висока конкуренція серед продавців призвели до встановлення дуже низьких цін на імпортну продукцію, що користується попитом у середньо- та малозабезпечених верств населення. Навіть після посилення обмежень на «човниковий» бізнес (зниження граничного розміру суми, на яку фізичні особи безмитно можуть провозити товари) ця діяльність залишається високорентабельною.
Значне зменшення обсягів виробництва або й повне припинення функціонування багатьох підприємств змусило мільйони робітників зайнятися «човниковим» бізнесом. Човниковий бізнес в 1990-х роках XX століття перетворився на потужне соціальне і економічне явище, за якого тисячі громадян України заради постачання на українські ринки продовольчих і непродовольчих товарів за допомогою туристичних агенцій та бюро подорожей вирушали у регулярні поїздки за кордон. Для перевезення «човників» туристичні агенції часто організовували чартерні автобусні та авіаційні рейси.
У важкі роки перехідного періоду «човниковий» бізнес відіграв важливу роль у забезпеченні засобами для існування багатьох людей, певним чином був джерелом первинного накопичення капіталу. За часів економічної кризи 90-х років в Україні «човники» становили основну масу міжнародних пасажирів.
Обсяг «човникового» бізнесу постійно скорочується. «Човникам» важко пристосуватися до постійних змін ринкової кон'юнктури, митного законодавства і конкурентного тиску великого бізнесу, але, найголовніше, зникає різниця в цінах. Зокрема, відчутним антистимулом стала постанова КМУ № 1007 від 3 липня 1998 року, що обмежує безмитне провезення товарів.
Автомобільний шоп-туризм
Різновидом човникового бізнесу є автомобільний шоп-туризм, який набув особливого розмаху наприкінці 90-х років XX століття. Туристичні фірми вивозили автомобільних шоп-туристів (так званих «гонщиків») до країн Європи (найчастіше до Німеччини та Голландії), а звідти вони діставалися України на куплених для себе або для перепродажу авто.

## Внутрішній шоп-туризм

### Шоп-туризм за часів СРСР
Внутрішній шоп-туризм був надзвичайно розповсюджений в СРСР, що було пов'язано із тотальним дефіцитом наїдків і товарів широкого вжитку та із нерівномірністю їх постачання. Раніше дефіцитом уважали все, чого не було в продажу. В основному це були деякі продукти харчування, крупи, консерви, екзотичні фрукти. Багато було дефіцитних промислових товарів. У продажу не було хороших ковбас, м'яса, курей, майонезу, зеленого горошку, зеленого чаю, кави, ікри. Дефіцитними були споживчі товари імпортного виробництва. У той час бракувало хороших імпортних меблів, запчастин до автомобілів. Важко було купити хорошу книгу, деякі із видів будівельних матеріалів. Найкраще ними були забезпечені столиці республік СРСР та великі промислові центри.
Керівництво СРСР намагалося перетворити Москву на зразкове місто. Москву відвідували іноземні делегації, які повинні були бачити «переваги» радянського устрою. Тому асортимент споживчих товарів у Москві завжди був відносно широкий. Існування явища дефіциту породжувало у суспільстві різноманітні шляхи його подолання. Один із них — поїздки до Москви по закупи. На відміну від мешканців центральних областей Росії, які відвідували столицю майже щовихідних, купуючи переважно продукти харчування, українці їздили туди рідше і більше купували промтовари, а продукти харчування купували вибірково, в основному парфуми, сухі ковбаси, фасовану птицю, шоколадні цукерки, бублики, лимони, апельсини, одяг, взуття, каву, навіть туалетний папір
Частиною шоп-туризму радянських часів були закупи у великих приморських містах, де активний продаж імпортних речей вели моряки. Особливо багато імпортних речей українці купували у Одесі безпосередньо у моряків, які часто бували за кордоном. Найчастіше це були джинси, кросовки, футболки, електроніка. Але якщо міліція помічала, що шоп-туристи купують речі в моряків, — їм були гарантовані неприємності: на них складали протокол про правопорушення, повідомляли на місце праці, могли навіть відкрити карне провадження.
Торгівля у портових містах не могли задовольнити потреби більшості українців. Їхати до них було далеко, а торгуватися з моряками, небезпечно. Для мешканців великих міст існував більш оптимальний варіант шоп-туризму: поїздка найближчими селами. Речі, дефіцитні у містах, можна було без знайомств, переплат та черг спокійно придбати у сільських крамницях. Мешканцям міст було приємно після міської сутолоки опинитися в спокійній, тихій обстановці. У сільмагах можна було купити речі, на які у містах був величезний попит: імпортний одяг, гозптовари. Дефіцитними у селах були сіль, цукор, молотий перець, окремі види круп тощо, по які вони вирушали у шоп-тури до великих міст.

### Сучасний внутрішній шоп-туризм в Україні
На даний час внутрішній шоп-туризм за масштабами набагато перевершує міжнародний. Окремі групи товарів стало вигідніше купувати в Україні на великих гуртових ринках, ніж вирушати за ними в інші країни. Це пов'язано з тим, що великі гуртові компанії, завозячі товар в Україну, несуть набагато менші витрати на одиницю товару, ніж човник.
В України шопінг-туризм почав зароджуватися, наприкінці XXI ст. під час перебудови, коли відкрилися кордони для вільного відвідування інших країн і люди почали виїжджати за кордон за різними товарами. На даний час в Україні доля закордонних шопінг-туристів невелика, в основному туристи приїжджають з цілю ознайомлення з культурою, відпочинку та розваг. Проте в Україні є кілька міст, де різні товари можна придбати за неймовірно низькими цінами. З метою вигідного шопінгу українці відвідують Одесу, Харків, а також Хмельницький. Літній шопінг в Одесі вигідно поєднують з відпочинком на морі. Для розвитку шопінг-туризму в Україні потрібно направити сили на створення необхідної інфраструктури, залучати на ринок торгівлі міжнародні бренди, популяризувати українські бренди, урізноманітнити та покращити якість товарів, а також формувати ціни на товари таким чином, щоб ціна була адекватною якості товару, проводити шопінг-фестивалі, оптимально скомбінувати комерційні пропозиції міст України з культурними та розважальними заходами і почати активно рекламувати ці пропозиції, як на міжнародному, так і на українському ринку туризму
Останнім часом набуває широкої популярності шопінг зі стилістом. Люди готові приїжджати з інших міст, для того, щоб пройтися зі стилістом по магазинах з метою придбання модних образів. Такі туристи не мають на меті купити фірмову річ або розпродажну. Їх мета в придбанні стильного одягу. Також до шопінг-туризму можна віднести подорожі з цілю придбання товарів оптом, у разі, якщо подорож триває більше 24 годин і мандрівник зупиняється в готелі і, відповідно, користується послугами ресторану.
Багато туристичних фірм пропонують «маршрути одного дня» для поїздок на гуртові речові ринки. Також такі поїздки на багатьох підприємствах організовують за пільговими умовами профспілки для своїх працівників. Найбільшою популярністю в шоп-туристів України користуються один з найбільших в Європі Хмельницький гуртовий ринок, «7-й кілометр» в Одесі, ринок «Барабашово» в Харкові. Туди їдуть скуповувати речі для перепродажу та для власного використання. Також існує найбільший у Європі ринок худоби у Жашкові та знаменитий продуктовий ринок у Жмеринці (один з найдешевших в Україні).
Також два останні десятиріччя в Україні популярний внутрішній автомобільний шоп-туризм з виїздом для купівлі авто, що були у використанні, на спеціалізовані автомобільні ринки.